# Tenshō Kōtai Jingūkyō
Tenshō Kōtai Jingūkyō (jap. 天照皇大神宮教; Nauka Wielkiego Boga Niebios), inaczej Odoru shūkyō (jap. 踊る宗教; Taneczna Religia) – wywodzący się z Japonii nowy ruch religijny, zawierający połączenie motywów zaczerpniętych z shintō, buddyzmu, chrześcijaństwa i konfucjanizmu. Liczy około 400 tysięcy wyznawców.

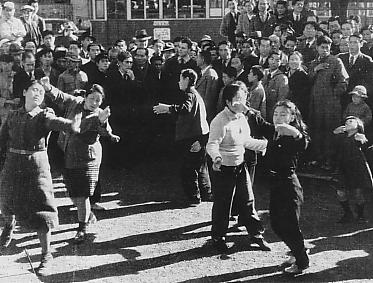
Członkowie ruchu podczas ekstatycznego tańca

Ruch założyła w 1945 roku charyzmatyczna wieśniaczka Sayo Kitamura (北村サヨ; 1900-1967), pochodząca z prefektury Yamaguchi. Miała dostąpić ona szeregu wizji od bogini Amaterasu, w których przekazano jej informację o zbliżającej się kosmicznej katastrofie oraz sposobach zapobieżenia jej za pomocą ekstatycznego tańca, który ma przywrócić światu utraconą harmonię. W 1947 roku ruch ten został oficjalnie uznany przez władze japońskie. Sayo Kitamura czczona jest do dziś przez wyznawców jako Ōgami-sama (jap. 大神様 Wielka Bogini), będąca jednym z aspektów najwyższego bóstwa.
Najważniejszą praktyką religijną Tenshō Kōtai Jingūkyō jest ekstatyczny taniec zwany muga-no-mai (無我の舞), w trakcie którego wykorzystywane są praktyki takie jak mantrowanie i mówienie językami. Jego celem jest zatracenie przez człowieka własnego ego oraz wyzwolenie się od wpływu duchów przodków, czyli pozbycie się elementów uważanych za przyczynę istniejącego w świecie zła. Ustanie wszelkich cierpień, możliwe do osiągnięcia za pomocą muga-no-mai, doprowadzić ma do światowego pokoju i nastania Królestwa Bożego.